# Enderby (Leicestershire)
Pour les articles homonymes, voir Enderby.
Enderby est une paroisse civile et un village du Leicestershire, en Angleterre.